# Cyzique

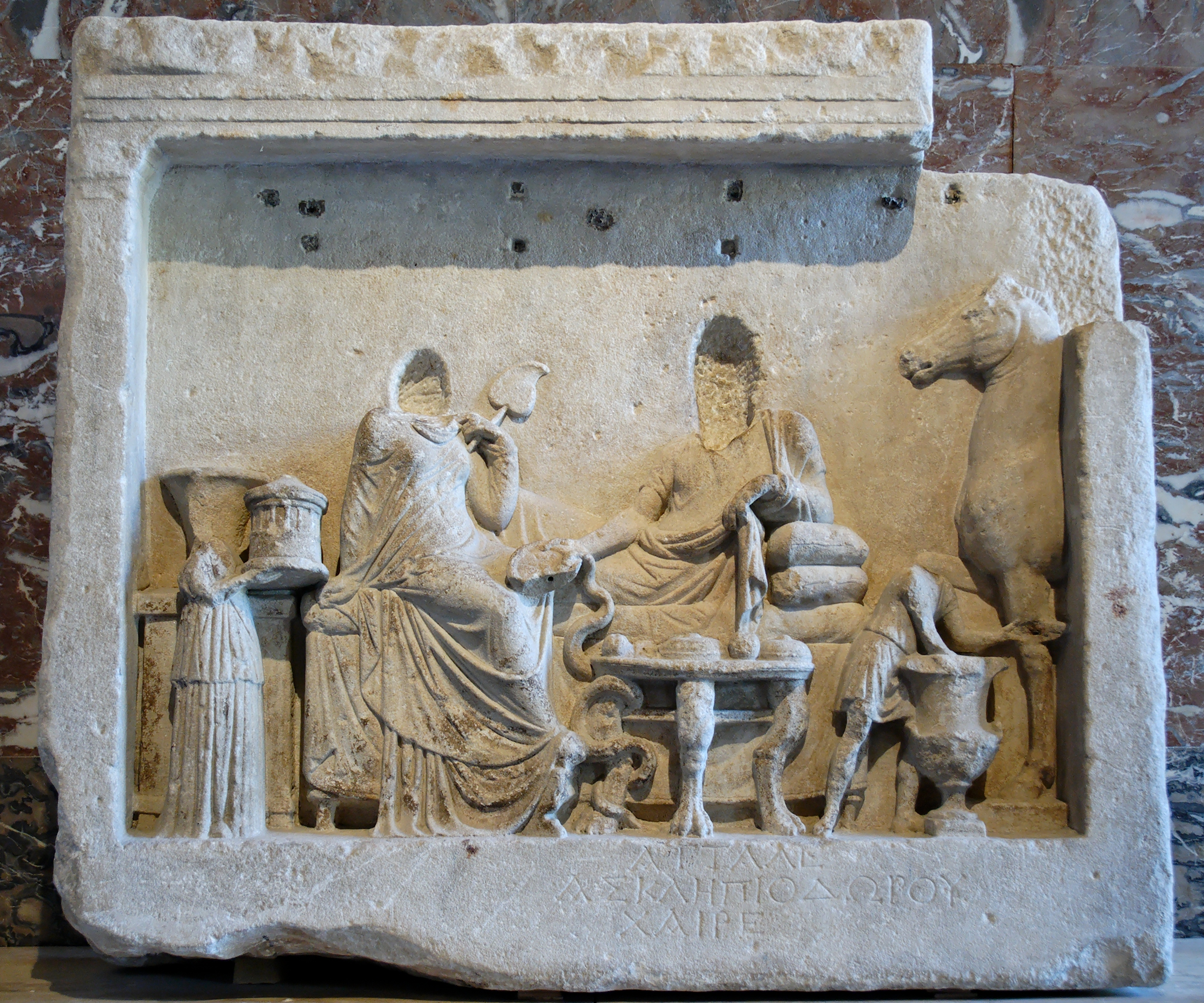
Bas-relief funéraire de marbre, 2e quart du retrouvé dans les ruines de Cyzique.

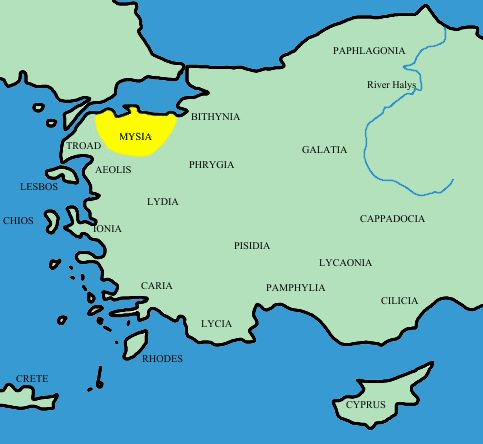
Cyzique était une ville côtière de Mysie.

Cyzique (en grec ancien Κύζικος / Kúzikos) est une ancienne cité grecque de Mysie, sur la Propontide (mer de Marmara), aujourd'hui en Turquie, dans la province de Balikesir (commune d'Erdek). Le site archéologique de Cyzique est protégé.
Elle est fondée  en 756 avant notre ère par des Grecs venus de la cité ionienne de Milet.

## Histoire légendaire de la fondation
Selon la ⁣⁣légende⁣⁣⁣, cette cité aurait été bâtie par Cyzique, fils d'Apollon, venu de Thessalie en compagnie de Pélasges. Ceux-ci auraient été ensuite chassés par les Lydiens, et ceux-ci à leur tour par les citoyens de Milet.

## Histoire

### Antiquité grecque
Longtemps rivale de Byzance, elle fait partie de la Ligue de Délos à l'époque de l'apogée d'Athènes. Durant la guerre du Péloponnèse, Alcibiade y remporte avec l'aide de Thrasybule et de Théramène une victoire navale sur la flotte de Sparte (-410).
Aux alentours de 400, la cité de Cyzique est connue notamment pour sa monnaie, le cyzicène (en grec ancien kuzikēnós (κυζικηνός)), mentionne par plusieurs auteurs classiques, dont Xénophon dans l'Anabase et l'orateur athénien Lysias dans son discours Contre Ératosthène.
Elle devient une cité florissante à l'époque hellénistique avant de passer sous l'autorité de Rome. Elle est alors un port maritime important, célèbre pour sa beauté et sa richesse[réf. nécessaire]. Elle est la patrie d’Eudoxe de Cyzique, navigateur du IIe siècle av. J.-C. avant notre ère, qui, selon Pline l'Ancien, aurait fait le tour de l’Afrique. Iaia de Cyzique, peintre et graveuse romaine renommée, y nait vers 100 avant notre ère.

### Antiquité romaine
En 75 avant notre ère, elle est assiégée par Mithridate VI, roi du Pont. En récompense de sa fidélité, Rome lui accorde l’indépendance.
Au IIIe siècle est ouvert un atelier monétaire sous l'empereur Claude II. Nombre de monnaies romaines et byzantines porteront les marques CVZ, CVZIC, CVZICEN, K, SMK, MKV, KYZ attestant de leur origine.
La ville est le lieu du martyre des neuf martyrs de Cyzique au IIIe siècle, commémoré par les Églises d'Orient.

### Période byzantine
En 543, elle subit un séisme et voit ensuite son influence régionale supplantée par celle de la capitale de l’Opsikion, Nicée. Elle conserve cependant un rôle stratégique en raison de sa proximité avec Constantinople.
Au VIe siècle, la population, grecque, est entièrement christianisée et la ville est le siège d'un évêché orthodoxe.
En 668, elle est occupée, pillée et vidée de ses habitants par l'armée musulmane de l’émir Farid-al-Ash (en grec : Phardalas) et sert de base navale contre la capitale impériale jusqu’en 678. C’est une ville complètement ruinée que Justinien II repeuple en 690-691 avec des réfugiés chypriotes ; elle est alors renommée Justinianopolis.
Cyzique est brièvement tenue par l’usurpateur Artabasde en 743. La correspondance de Photios avec Amphilochios, métropolite de la ville, montre la pauvreté de l’église locale en 873-875. Elle subit un autre séisme en 1063.
Les événements de la fin du XIe siècle font changer la ville de mains à plusieurs reprises en quelques décennies. La révolte de Nicéphore Bryenne contre Michel VII Doukas y est vaincue par la flotte impériale. Les Turcs s’en emparent brièvement en 1080-1081, et de nouveau en 1112. Au XIIe siècle la presqu’île cesse d’avoir un rôle stratégique au profit de Lopadion (en), dont les fortifications sont en meilleur état.
En 1206, Geoffroi de Villehardouin décrit la ville comme une forteresse ruinée que les croisés de la quatrième croisade, qui se sont emparés de Constantinople en 1205, entreprennent de relever. Le site côtier d’Artakè (Erdek), situé sur un éperon rocheux barré à l’ouest de la ville, simple faubourg au VIe siècle, finit par supplanter le centre antique, ruiné et devenu une réserve de pierres à bâtir.

### Période ottomane, puis turque
Les Turcs s'emparent définitivement de Cyzique en 1330. Une grande partie de la population se convertit progressivement à l’islam et adopte la langue turque, afin de ne plus payer le kharadj (double-capitation imposée aux non musulmans) et pour ne plus subir le devchirmé (παιδομάζωμα/pédomazoma), c'est-à-dire l'enlèvement des garçons pour le corps des janissaires.
Les chrétiens grecs encore présents au début du XXe siècle sont expulsés en 1923, en application du traité de Lausanne.

### Citoyens notables de Cyzique
Eudoxe de Cyzique, 130 av. J.-C., navigateur et marchand grec et premier explorateur européen à tenter une circumnavigation de l'Afrique et à atteindre le monde indien par voie maritime.
Lala de Cyzique, peintre et sculptrice de l'Antiquité classique y en serait originaire.